# Gornik Knoll
Der Gornik Knoll (englisch; bulgarisch хълм Горник chalm Gornik) ist ein 466 m hoher und felsiger Hügel im Grahamland auf der Antarktischen Halbinsel. Auf der Trinity-Halbinsel ragt er 3,97 km westsüdwestlich des McCalman Peak, 2,71 km ostnordöstlich des Kribul Hill und 7,25 km südsüdöstlich des Marten Crag auf.
Deutsche und britische Wissenschaftler nahmen 1996 seine Kartierung vor. Die bulgarische Kommission für Antarktische Geographische Namen benannte ihn 2010 nach der Ortschaft Gornik im Norden Bulgariens.